# Jozef Kollár
Jozef Kollár (ur. 6 sierpnia 1961 w Bratysławie) – słowacki ekonomista i polityk, poseł do Rady Narodowej.

## Życiorys
Ukończył w 1983 studia w Wyższej Szkole Ekonomicznej w Bratysławie. Do 1990 był pracownikiem naukowym instytutu ekonomii Słowackiej Akademii Nauk, odbywając jednocześnie studia doktoranckie. Kształcił się także w zakresie bankowości na uczelniach amerykańskich. Od początku lat 90. związany z sektorem bankowym, od 1991 był członkiem zarządu, wiceprezesem i prezesem jednego z banków. W 2008 założył własną firmę doradczą.
W wyborach w 2010 uzyskał mandat parlamentarzysty z ramienia nowego ugrupowania Wolność i Solidarność. W 2012 został ponownie wybrany do słowackiego parlamentu. W 2013 razem z czwórką skupionych wokół siebie posłów opuścił SaS, a następnie przyłączył się wraz z nimi do partii Nowa Większość. Wystąpił z tego ugrupowania w 2014.